# Halophiloscia hirsuta
Halophiloscia hirsuta är en kräftdjursart som beskrevs av Karl Wilhelm Verhoeff1928. Halophiloscia hirsuta ingår i släktet Halophiloscia och familjen Halophilosciidae. Inga underarter finns listade i Catalogue of Life.